# August Waterschoot

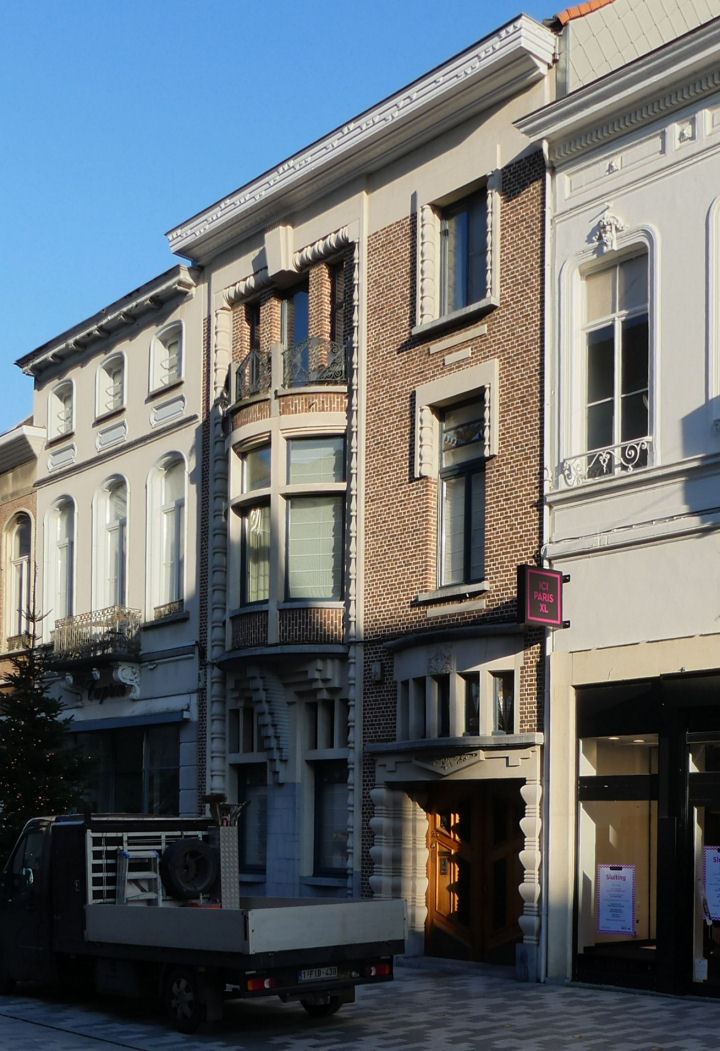
Stationsstraat, Sint-Niklaas

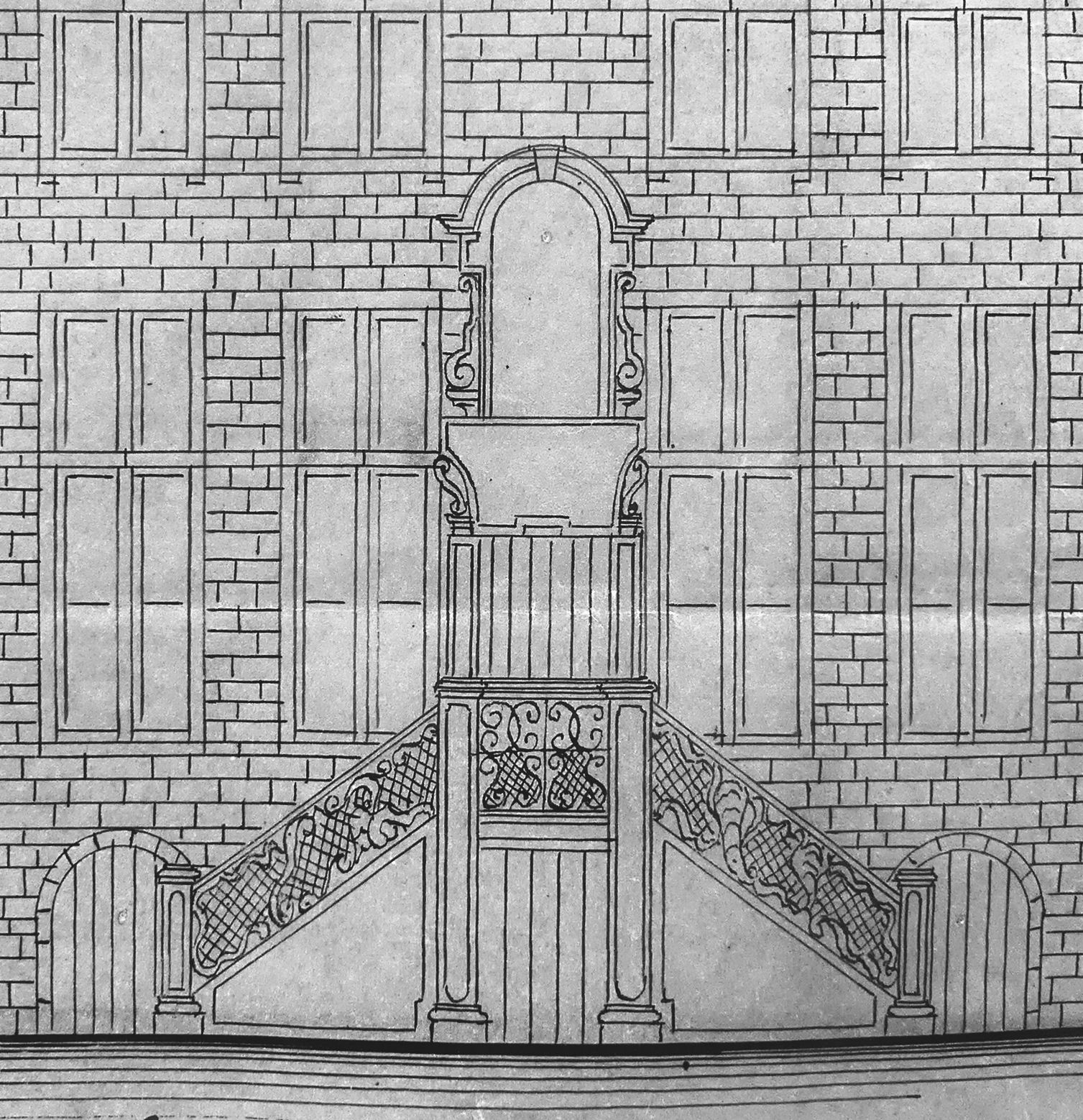
detailplan getekend door Waterschoot van de Ciperage

August Clement Waterschoot (Sint-Niklaas, 9 december 1864 - De Panne, 30 mei 1940) was een Belgisch architect, gekend om zijn panden in zuivere art-decostijl.
Hij is de stamvader van de gekenden architectenfamilie Waterschoot: hij is de vader van Raphaël Waterschoot en Leander Waterschoot. Hij vervolmaakte zich aan de Stedelijke Academie voor Schone Kunsten.

## Stijl
Zijn oudste gevels zijn uitgevoerd in zuivere art-nouveau stijl, waarbij hij florale ornamenten in Zweepslagenstijl in keramiek liet aanbrengen op de gevels. Later evolueerde hij, en tekende art-deco ontwerpen, kenmerkend opgebouwd met geometrische vormen, rijk kleurgebruik in baksteen in verschillende tinten, glas in lood en soms ook beeldhouwwerk in arduin, waarvoor hij samenwerkte met steenhouwer Robert Van de Velde.
Hij werd benoemd tot stadsarchitect en restaureerde in opdracht van de stad de cipierage. Daarnaast was hij deken van de Broederschap van het Allerheiligste Sacrament.

## Bekende panden

### Art nouveau
- Burgerhuis Tuypens-Van Reusel
- Houtzagerij Kokelenbergh-Seghers

### Art Deco
- Broederschool, Nieuwstraat 75
- Burgerhuis Claus-Eeman, Sinaai
- Burgerhuis Dirksen, Sint-Niklaas
- Hotel De Spiegel, Stationsstraat 3[2]

## Galerij

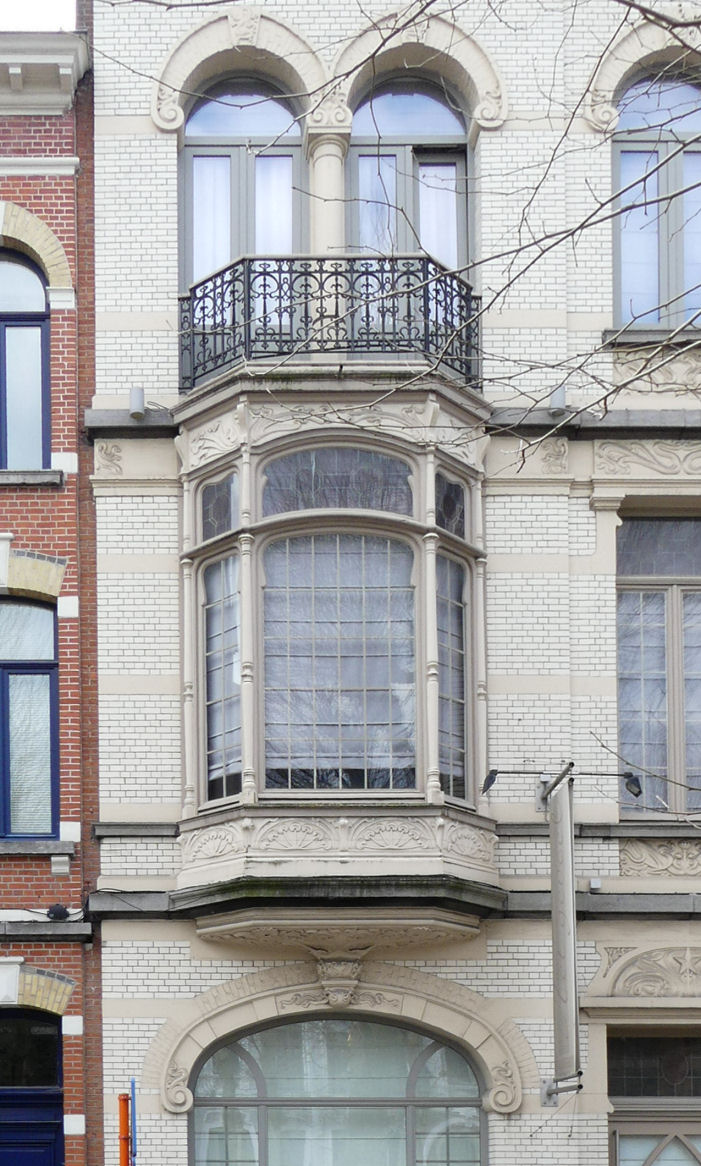
Sint-Niklaas: burgerhuis Denys, in art nouveaustijl
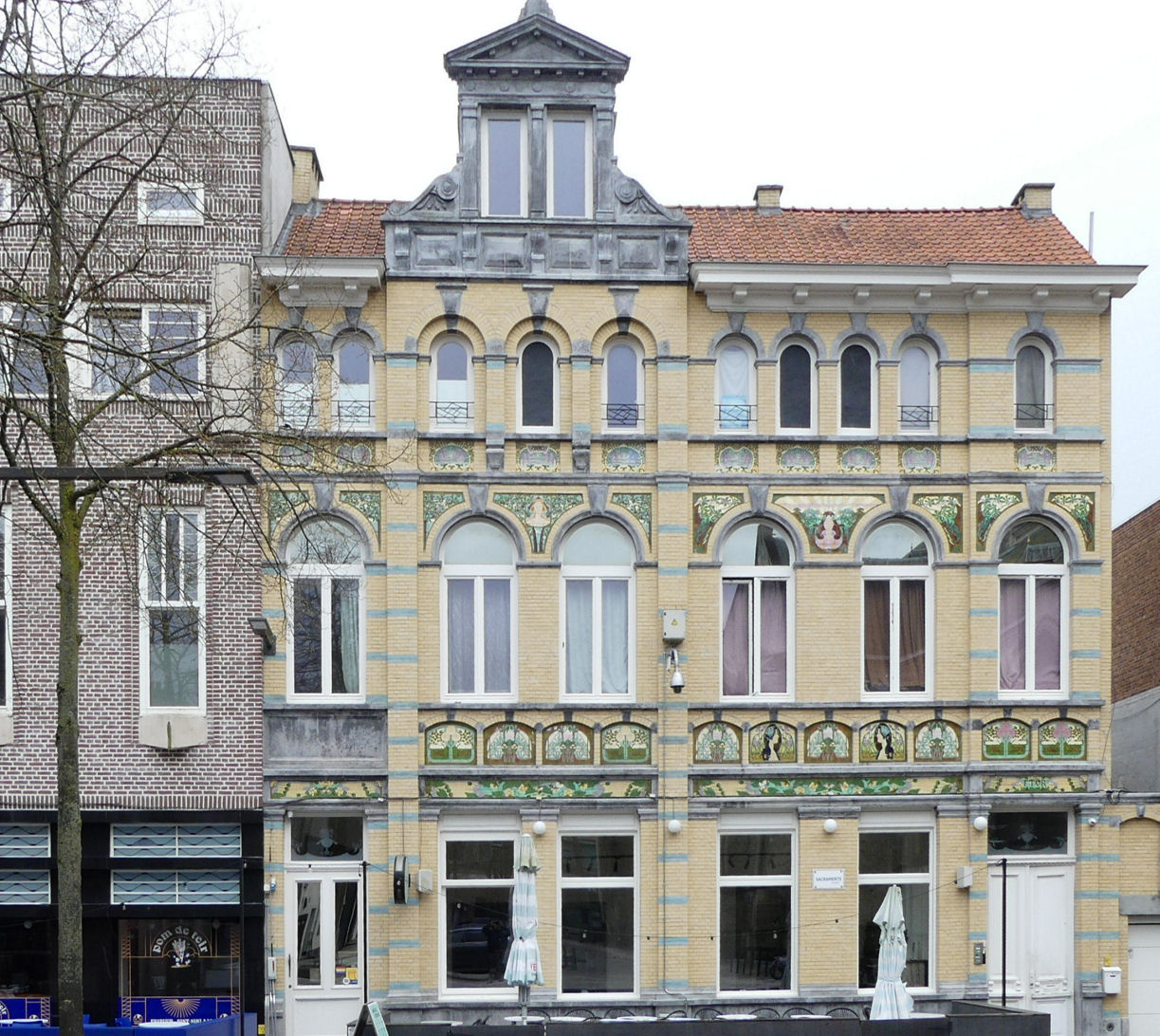
Sint-Niklaas: herenhuis Tuypens-Van Reusel, Art nouveau uit 1906
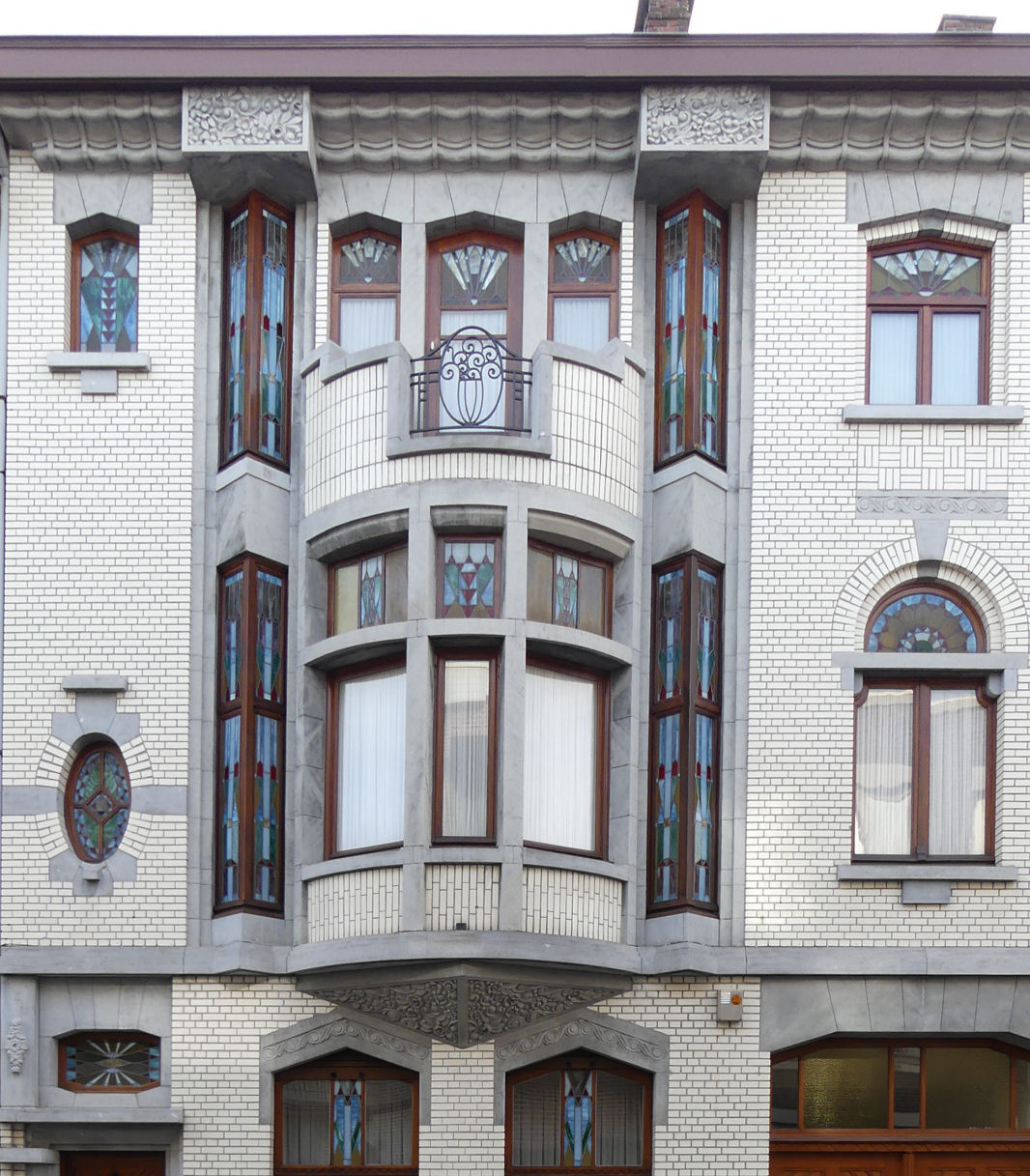
Burgerhuis Frederik Dirken
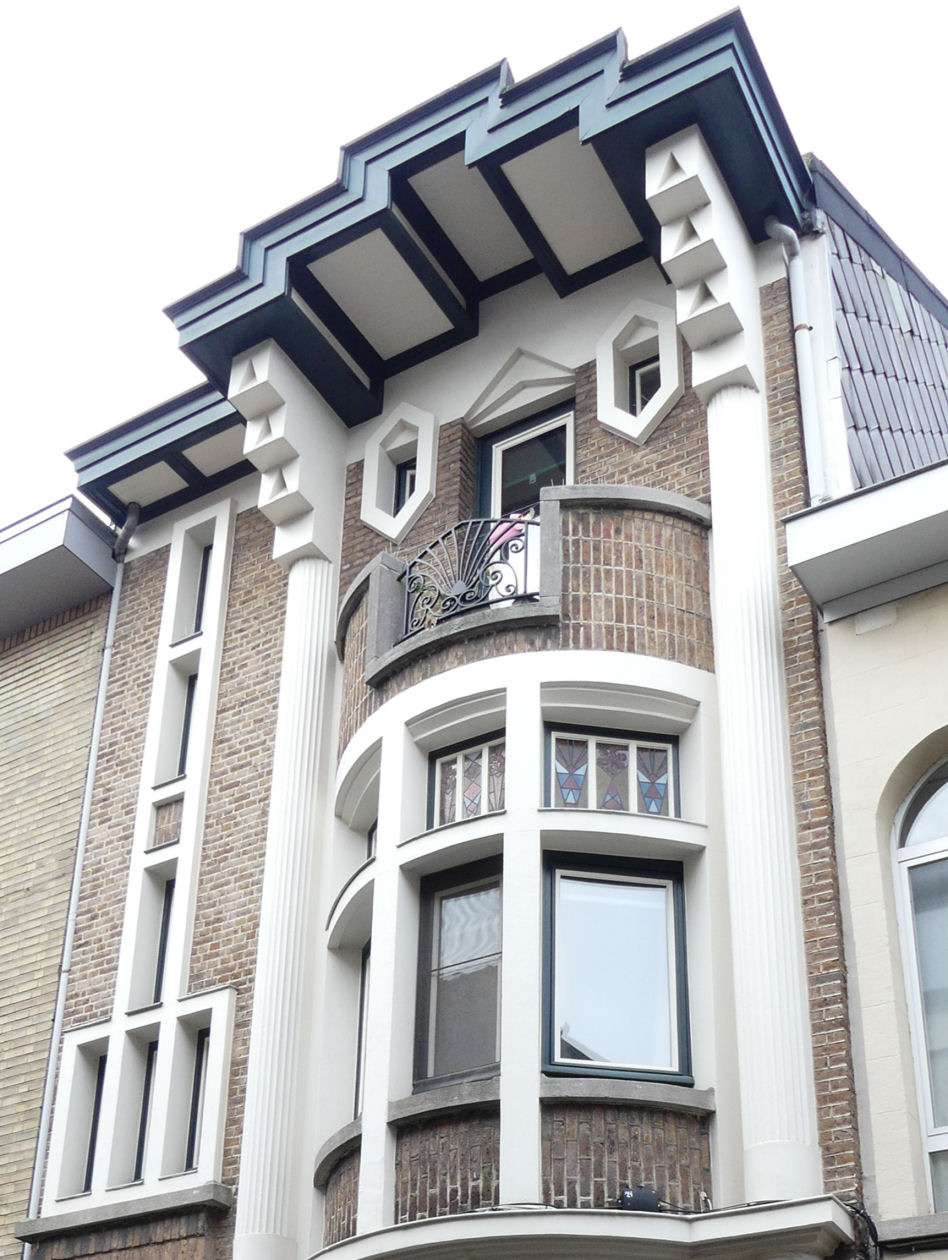
Burgerhuis De Daele, Art Deco
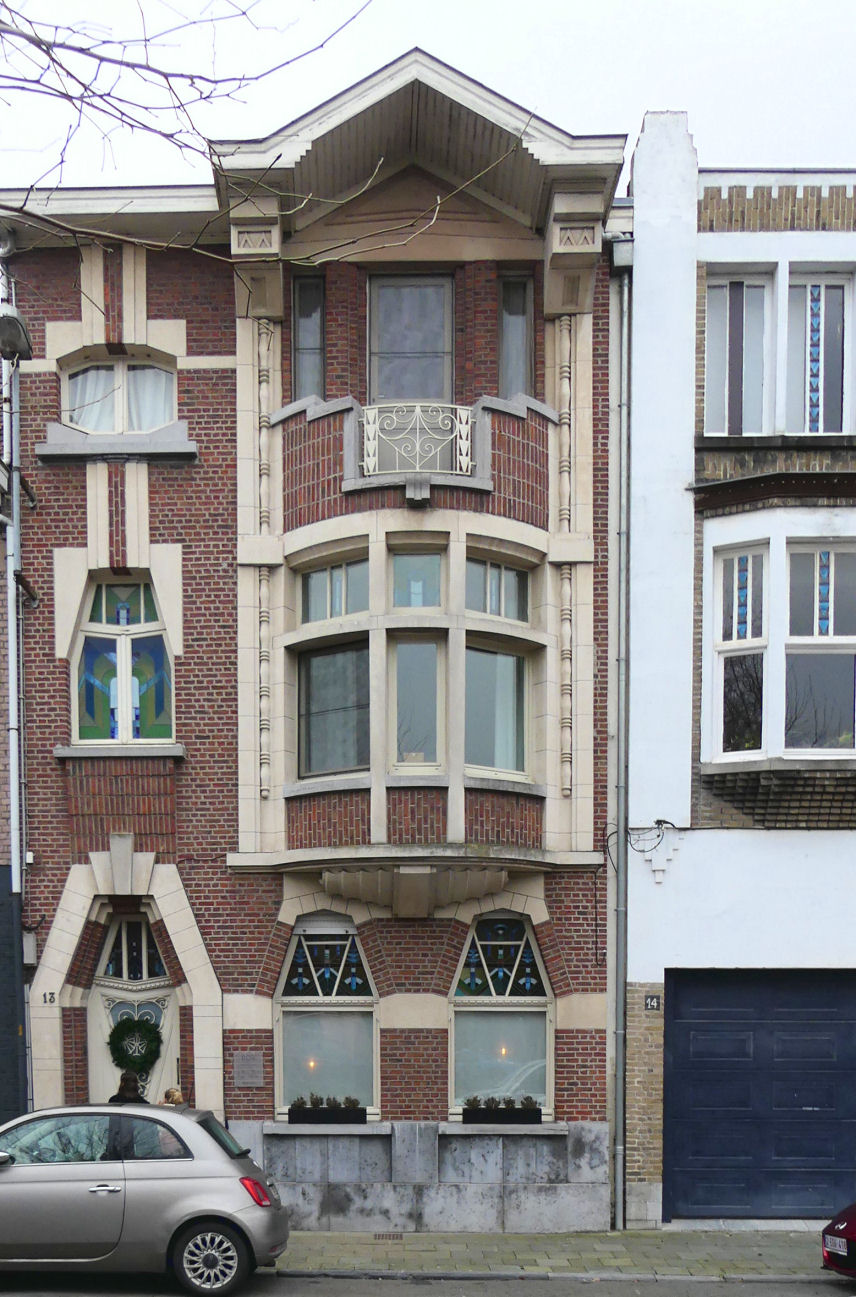
Burgerhuis Alfons Verbeke, Art Deco